# Tim O'Connor
Tim O’Connor (Chicago, 3 de julio de 1927 - Nevada City, 5 de abril de 2018) fue un actor estadounidense conocido por su prolífica obra en la televisión. Antes de mudarse a California, vivió en una isla en medio del lago Glen Wild, cerca de Bloomingdale (Nueva Jersey).
O’Connor se especializó en representar funcionarios, militares y policías. Algunos de sus papeles más conocidos son:
el Dr. Elias Heuer en Buck Rogers en el siglo XXV,
Jack Boland en Hospital General, y
Carson Elliot en Peyton Place.
También tuvo papeles recurrentes en Barnaby Jones y en Dinastía.
En 1960 fue estrella invitada con Telly Savalas y Joan Hackett en la efímera serie médica-policial Diagnosis: Unknown, en el canal CBS.
En 1964 apareció como actor invitado en la serie El Fugitivo protagonizada por David Janssen en el papel de Joe Hallop, en el capítulo Taps For a Dead War un veterano de la guerra de Corea y en donde había salvado al Dr. Kimble de una emboscada.
En 1970, O’Connor fue la estrella invitada de la serie Daniel Boone como Secord.
Siete años más tarde, apareció en dos episodios de la serie Mujer maravilla (protagonizado por Lynda Carter) como un enviado alienígena llamado Andros.
Tim O’Connor apareció en el episodio «Semi-friendly persuasion» de la segunda temporada de The A-Team, como Karl Peerson, líder de un grupo religioso pacifista al que la brigada echa una mano.
Interpretó a un embajador extranjero en un episodio de Star Trek: The Next Generation.
Su aparición como el Sr. Thackery en el episodio «Bad Day en Hazzard» de Los duques de Hazzard demostró que también podía interpretar villanos.
Representó otro villano como uno de malvados secuaces de Robert Goulet en la parodia The Naked Gun 2 1/2.
Apareció en dos episodios de la serie de misterio Columbo, protagonizada por Peter Falk.
También apareció en dos episodios de la comedia M*A*S*H.
En el episodio «De los alces y los hombres» representó al coronel Spiker, a quien Hawkeye le salpicó barro, y más tarde tuvo que operar para salvarle la vida.
En el episodio «Operación Amistad» de la novena temporada de M*A*S*H representó al Dr. Norman Trager, un cirujano y especialista de la mano que operó a B. J. Hunnicutt después de que este desarrolló una hemorragia en la mano derecha.
O’Connor fue director de la Compañía de Teatro de Foothill en Nevada City (California) antes de que cerrara.
En 2011 protagonizó la película Dreams Awake con la actriz Erin Gray (1950-),
coestrella de la serie de televisión Buck Rogers en el siglo XXV.